# 化妝品科學
化妝品科學（英語：Cosmetic Science）是化妝品領域的應用科學。它是一門涉及研究與開發化妝品配方設計，配製、生產及檢驗香水、化妝品、個人護理產品的跨學科科學。
化妝品科學與美容、化妝的學習領域並不相同，主要內容包括：合成有機化學、生物化學、分子生物學、生物技術、藥理學和藥物化學等相關項目，須要學習皮膚科學、有機化學、香水和化妝品調製等。

## 設有化粧品科系的大學
中国大陆
- 北京轻工（现北京工商大学）[5]、无锡轻工（现并入江南大学）[6]
- 厦门医学院天然化妆品工程研发中心[7]

台灣
- 中國醫藥大學生技製藥暨食品科學院藥用化粧品系
- 高雄醫學大學香粧系
- 靜宜大學理學院化粧品科學系[1]

## 另見
- 国际化妆品化学家学会联盟
- 化妝品化學家協會（英语：Society of Cosmetic Chemists）